# Eutzsch
Eutzsch è una frazione della città tedesca di Kemberg, nel Land della Sassonia-Anhalt.

## Storia
Fino al 31 dicembre 2009 ha costituito un comune autonomo.

## Geografia antropica
La frazione di Eutzsch comprende le località di Eutzsch e di Pannigkau.